# Кіко Мартінес
Кіко Мартінес (ісп. Kiko Martínez; 7 березня 1986, Ельче) — іспанський професійний боксер, чемпіон світу за версією IBF (2013—2014) у другій легшій вазі і (2021—2022) у напівлегкій вазі, чемпіон Європи за версією EBU (2007—2009, 2010, 2011) у другій легшій вазі і (2018, 2022) у напівлегкій вазі.

## Професіональна кар'єра
2004 року дебютував на професійному рингу. Перші 16 поєдинків провів у Іспанії. 25 серпня 2007 року в Дубліні, Ірландія, маючи рекорд 16-0, вийшов на бій проти чемпіона Європи за версією EBU у другій легшій вазі Бернарда Данна (Ірландія) і переміг технічним нокаутом на другій хвилині першого раунду.
27 лютого 2009 року зазнав першої поразки рішенням більшості від британця Рендалла Манро, втративши титул чемпіона.
У наступному бою за статус обов'язкового претендента на титул чемпіона світу за версією IBF 25 вересня 2009 року програв одностайним рішенням Такалані Ндлову (ПАР). 
11 вересня 2011 року, здобувши перемогу одностайним рішенням в бою проти Арсена Мартиросяна (Вірменія), завоював вакантний титул чемпіона Європи за версією EBU у другій легшій вазі, невдовзі відмовився від титулу, а 15 квітня 2012 року знов завоював вакантний титул чемпіона Європи за версією EBU в бою проти Джейсона Бута (Велика Британія).
9 лютого 2013 року в Белфасті, Північна Ірландія, зустрівся в бою з Карлом Фремптоном (Велика Британія). Мартінес з перших раундів пішов уперед та пресингував суперника, але у дев'ятому раунді правий короткий удар Фремптона попав у щелепу Мартінеса, надіславши його у важкий нокдаун. Іспанець з великими зусиллями піднявся, однак рефері вирішив зупинити бій.
17 серпня 2013 року в Атлантік-Сіті, Нью-Джерсі переміг нокаутом у шостому раунді чемпіона світу за версією IBF у другій легшій вазі Хонатана Ромеро (Колумбія) і відібрав звання чемпіона.
Провівши два вдалих захисти проти Джеффрі Матебула (ПАР) і Хасегава Ходзумі (Японія), 6 вересня 2014 року Кіко Мартінес вдруге вийшов на бій проти Карла Фремптона і знов програв одностайним рішенням суддів, втративши титул чемпіона.
18 липня 2015 року в бою за титул WBA (Regular) у другій легшій вазі Мартінес програв технічним нокаутом у другому раунді непереможному (31-0-2) британцеві Скотту Квіггу.
27 лютого 2016 року Кіко Мартінес вийшов на бій проти чемпіона світу за версією WBA (Super) у напівлегкій вазі Лео Санта-Круса (Мексика) і програв нокаутом у п'ятому раунді.
2018 року Кіко Мартінес двічі зустрівся в бою з чемпіоном Європи за версією EBU у напівлегкій вазі співвітчизником Марком Відалем. Перший бій закінчився нічиєю в третьому раунді через розсічення у Відала, а в другому 27 жовтня 2018 року Мартінес здобув перемогу одностайним рішенням, завоювавши титул чемпіона.
18 травня 2019 року Кіко Мартінес вийшов на бій проти чемпіона світу за версією WBC у напівлегкій вазі Гері Рассела (США) і програв нокаутом у п'ятому раунді.
13 листопада 2021 року в Шеффілді, Англія Кіко Мартінес вийшов на бій проти чемпіона світу за версією IBF у напівлегкій вазі Кіда Галахеда (Велика Британія) і сенсаційно нокаутував того в шостому раунді, ставши чемпіоном світу у другій ваговій категорії.
26 березня 2022 року зустрівся в бою з ексчемпіоном IBF Джошом Воррінгтоном (Велика Британія) і програв технічним нокаутом у сьомому раунді.
В наступному бою 29 жовтня 2022 року Кіко Мартінес переміг технічним нокаутом у четвертому раунді Джордана Гілла (Велика Британія) і вп'яте завоював звання чемпіона Європи.
8 квітня 2023 року в бою за статус обов'язкового претендента на титул чемпіона світу за версією IBF програв одностайним рішенням Абе Реія (Японія).